# Кадук чорногрудий
Кадук чорногрудий (Myrmotherula behni) — вид горобцеподібних птахів родини сорокушових (Thamnophilidae). Мешкає в Південній Америці. Вид отримав назву на честь німецького зоолога Вільгельма Бена.

## Опис
Довжина птаха становить 9—10 см, вага 7—9 г. Самець сірий, його крила темно-сірі, груди й горло чорні, хвіст чорний. На крилах відсутні плями або смужки. У самиці крила, хвіст і тім'я темно-коричневі, горло білувате, решта тіла має охристе забарвлення.

## Підвиди
Виділяють чотири підвиди:
- M. b. behni Berlepsch & Leverkühn, 1890 — фрагментарно на східних схилах Анд на півдні центральної Колумбії (Мета) і на сході Еквадору (від Сукумбіоса до Самора-Чинчипе);
- M. b. yavii Zimmer, JT & Phelps, 1948 — південь Венесуели (північний захід Болівару, Амасонас) і прилеглі райони Бразилії (крайня північ Амазонасу);
- M. b. inornata Sclater, PL, 1890 — Венесуела (південний схід штату Болівар), прилеглі райони Бразилії (крайня північ Рорайми) і Гаяни (Пакарайма);
- M. b. camanii Phelps & Phelps Jr, 1952 — Серро-Камані (північ венесуельського штату Амасонас).

## Поширення і екологія
Чорногруді кадуки живуть у вологих гірських тропічних лісах Гвіанського нагір'я і Анд на висоті від 900 до 1850 м над рівнем моря.